# Hedsjö
För sjöar med snarlika namn, se: Hedsjön
Hedsjö är en by nära sjön Hedsjön nära Ramsjö, Ljusdals kommun, Hälsingland. Hedsjön är rik på fisk.. Varje år anordnas vid sjön en tävling i pimpling, den så kallade hedsjöpimpeln. Den som pimplar upp mest abborre i kilogram vinner. 
Området består till största del av skog samt ett avslutat grustag. Det ligger även en våtmark som heter Skolhusmyran samt en fin sandstrand i området. 
Byn uppstod av allt att döma i mitten av 1700-talet, då två män från Ljusdal skapade nybyggen här. I ett lantmäteridokument från 1821 nämns en resolution från 1758 där bönderna Jon Pehrsson och Jon Jonsson från Ljusdal tilläts ta upp ett nybygge i Hedsjö.
Det finns en gammal skola i byn från början av 1900-talet som dock inte brukas längre. Genom byn går en väg, Hedsjövägen.Det nerlagda grustaget håller på att göras i ordning för att ha marknad där två gånger årligen.Badet och en åker är tänkt som Camping. Just nu håller man på att snygga till och röja i skogen som inte har avslyrats på många år 